# Carmenta laeta
Carmenta laeta is een vlinder uit de familie wespvlinders (Sesiidae), onderfamilie Sesiinae.
Carmenta laeta is voor het eerst wetenschappelijk beschreven door Walker in 1856. De soort komt voor in het Neotropisch gebied.